# 波柄玉山竹
波柄玉山竹（学名：Yushania crispata）为禾本科玉山竹属下的一个种。

## 扩展阅读
- 維基物種上的相關：波柄玉山竹